# The Crawdaddys
The Crawdaddys è stato un gruppo musicale di genere revival garage rock.

## Storia
I fratelli Ron e Russell Silva con il loro amico Steve Potterf, appassionati di musica rock inglese degli anni sessanta, durante il liceo incominciarono a suonare a suonare nel garage della famiglia Silva; durante questo periodo Ron iniziò anche a studiare l'abbigliamento dei gruppi musicali che amava ascoltare rintracciandone i dettagli dalle copertine dei suoi album preferiti e cercando nei negozi dell'usato vestiti e accessori simili e arrivando a parlare con un accento di Liverpool. Volendo creare un vero gruppo musicale, Silva pubblicò un annuncio sul San Diego Reader al quale risposero il cantante Jeff Scott (che aveva da poco lasciato i Dils) e il batterista Josef Marc e insieme formarono gli Hitmakers che inizialmente suonavano cover di Kinks, Beatles e Rolling Stones. Insieme ad altri gruppi del periodo come gli Zeros e i Dils, nel 1977 tennero un concerto all'Adams Avenue Theatre. Poi il batterista Josef Marc venne sostituito da Joel Kmak e Steve Potterf si unì alla band come chitarrista. La popolarità del gruppo crebbe nel tempo anche fuori da San Diego, in città come Los Angeles, Las Vegas e San Francisco, dove la band pianificò di trasferirsi alla fine dell'estate del 1978 ma alla vigilia della partenza il gruppo decise di licenziare Potterf e Silva, dopo qualche giorno, decise di abbandonare il gruppo per formarne un altro, i Crawdaddys.
Silva conobbe poi Mark Zadarnowski che aveva da poco iniziato a suonare il basso tramite Tim LaMadrid, un suo amico che aveva organizzato proiezioni casalinghe di rari film dei Beatles. Ai due si unì come batterista Dan McLain conosciuto perché gestiva un suo negozio di dischi, Monty Rockers.
Il gruppo venne quindi formato nel 1978 a San Diego in California da Ron Silva (voce), Mark Zadarnowski (basso), Steve Potterf (chitarra) e Dan McLain (batteria) ispirandosi a gruppi rhythm and blues britannici dei primi anni sessanta come i The Pretty Things e i The Rolling Stones. Il gruppo tenne qualche esibizione a San Diego. Silva ricevette poi una telefonata da Jeff Scott degli Hitmakers che gli disse che sarebbe andato a Los Angeles in pochi giorni per suonare il nuovo demo degli Hitmakers per Greg Shaw e gli propose di registrare qualche demo e di andare con loro insieme ai Crawdaddy. Il gruppo si riunì nel garage di Silva e registrò "Oh Baby Doll" di Chuck Berry, "Tiger in Your Tank" di Bo Diddley e un paio di brani originali su un registratore a due tracce.
Nel 1979 firmarono un contratto con la Voxx records pubblicando un primo album oltre a un singolo e a un EP nel 1980. Potterf lasciò il gruppo dopo aver registrato il primo album per dedicarsi a un altro gruppo, i Penetrators. La formazione ebbe altre modifiche con l'inserimento del chitarrista Peter Miesner, il tastierista Keith Fisher e il batterista Gordon Moss. McLain se ne andò poco dopo e fu sostituito da Joel Kmak degli Hitmakers.
Per un breve periodo i Crawdaddy consistevano di Ron Silva e Pete Miesner alle chitarre (con Pete che suonava occasionalmente il sassofono); Mark Zadarnowski al basso; e Joel Kmak alla batteria. Kmak però se ne andò presto e Silva prese il suo posto; il gruppo venne integrato da Keith Fisher come tastierista. Fu aggiunto un sassofonista, Steve Horn, ma a causa di contrasti interni Zadarnowski lasciò il gruppo nell'estate del 1980 seguito dal chitarrista Miesner. Mike Stax, dopo aver scoperto l'album Crawdaddy Express durante un viaggio a Londra si mise in contatto col gruppo tramite la Bomp Records all'inizio dell'estate del 1980 e si unì al gruppo il 3 novembre 1980. Con questa nuova formazione, priva di un chitarrista, il gruppo tenne diversi concerti. Venne quindi assunto Joe Piper, già chitarrista dei Decagents, il quale però lasciò il gruppo dopo pochi mesi.
La band si è riunita nel 2011 per un paio di spettacoli a un festival in Spagna. La formazione comprendeva Silva e Zadarnowski insieme al chitarrista Peter Miesner, il tastierista Keith Fisher e il batterista Gordon Moss. Un'altra performance si tenne il 21 ottobre 2016 a San Diego.

## Discografia

### Album

#### Album in studio
- 1979 - Crawdaddy Express
- 1987 - Here 'Tis!

#### Compilation
- 1980 - Still Steamin...
- 1989 - Mystic Crawdaddys

### Singoli ed EP
- 1980 - There She Goes Again
- 1980 - 5X4
- 1985 - I Can Never Tell
- 1988 - Thirty Days